# Invizimals: L'alleanza
Invizimals: L'alleanza (Invizimals: The Alliance) è un videogioco d'azione per PlayStation Vita sviluppato da Novarama e pubblicato dalla Sony Computer Entertainment il 16 ottobre 2013 in Europa.

## Trama
All'interno del British Museum, a Londra, in Inghilterra un ragazzo, Hiro Tanaka, scopre un passaggio segreto che conduce ad un tempio Invizimal; arrivato ad una statua prende una pietra azzurra luminescente posta come un dente, ma non appena lo fa scatta una trappola: dal terreno emergono due Icelion e addirittura un Dark Icelion; Hiro riesce per un soffio a sfuggire al feroce trio, e si ritrova di nuovo nel museo. Intanto, Kenichi (Keni) Nakamura, lo scopritore degli Invizimals e capo dell'Alleanza, lo contatta per tornare al quartier generale: infatti, Hiro, è un cacciatore di Invizimals e anche un membro dell'Alleanza. Intanto, anche il giocatore (un altro membro dell'Alleanza) arriva al quartier generale e incontra Keni, il quale gli spiega che possono convivere con gli Invizimals usando la loro energia a fin di bene. Con l'aiuto del giocatore Keni riesce a costruire un Portale d'Ombra, una porta dimensionale che collega la Terra e il mondo degli Invizimals. Arriva Hiro che dà la pietra a Keni, che utilizza per far funzionare il nuovo Portale d'Ombra; inoltre, Keni incarica Hiro di essere, come lui, un ambasciatore della Terra, quindi di visitare il mondo degli Invizimals, come aveva fatto lui in passato; a tal proposito Keni dona a Hiro una maglietta per far parte dell'unità Z-1, e così il ragazzo è pronto a partire per il mondo degli Invizimals.
Mentre, sulla Terra, il giocatore cattura il primo Invizimals che esce dal portale: Gryphon. Tuttavia si presenta come aggressivo e spaventato, e ciò comincia a preoccupare Keni. Gli altri sono: la lucertola pistolero Bangarang; Xiong Mao, grazie al quale scoprono che qualcosa sta spaventando gli Invizimals costringendoli a venire sulla Terra; e Cyclops. Per cercare di "frenare" il loro spirito combattivo, Keni propone di costruire un'arena. In quel momento ricevono una chiamata di emergenza da Jazmin Nayar, una vecchia amica di Keni, informandoli che una squadra di disboscamento sta distruggendo parte di un ecosistema, dove tra l'altro arriveranno altri Invizimals; per tenere la situazione sotto controllo, il giocatore decide di catturarli: Jester, Metalmutt, Firecracker e Pyro; ora che gli Invizimals cominciano a essere troppi, Keni suggerisce di costruire un mercato per sostenerli. Risolto anche questo problema, Keni informa tutti i membri dell'Alleanza del pericolo che stanno correndo gli Invizimals per prepararli a qualsiasi evenienza. Intanto, Jazmin si infiltra in una fabbrica della società che stanno seguendo: la Xtractor Industries. Nascondendosi riesce a sentire una conversazione con il capo della società, Max Black, e il suo assistente Oswald.
Una volta che Black se ne è andato, Jazmin ordina ai membri dell'Alleanza di seguirlo; inoltre informa il giocatore che stanno arrivando nuovi Invizimals, alcuni dei quali sono molto forti: Rattleraptor, Bantam, Toxitoad, Phoenix, Ocelotl e Chupacabra. Nel frattempo, al quartier generale dell'Alleanza sta per scatenarsi il caos: un altro Invizimal sta per uscire dal Portale d'Ombra, ma è un Drago del deserto, e solo combattendo con due Invizimals il giocatore riesce a calmarlo. Intanto, Keni riesce a collegarsi con Hiro nel mondo degli Invizimals: il ragazzo fa appena in tempo a dire a tutti i presenti che sono comparsi nuovi e strani Invizimals, che gli altri chiamano "Invizimals d'acciaio", poi il segnale cade; a questo punto Keni suggerisce al giocatore di trovarne uno affinché possano scoprire chi sono in realtà. Il giocatore si mette quindi alla ricerca di un Invizimal d'acciaio, trovandone alla fine uno: Scuttle. Keni e il giocatore, ancora perplessi, chiamano il professor Dawson, lo scienziato che ha aiutato Keni a comprendere il comportamento degli Invizimals. Dawson consiglia ai due di attirare altri Invizimals d'acciaio nell'arena per testare le loro capacità; ci riescono fin troppo bene, attirando tre, ma ugualmente agguerriti, Invizimals d'acciaio: oltre a Scuttle ci sono Barkbot e Skully.
Intanto, Jazmin si trova infiltrata come giornalista nella residenza di Max Black, dove durante una riunione presenta la sua ultima scoperta per sconfiggere la crisi energetica mondiale: l'"energia invisibile". Ciò insospettisce molto Jazmin e Keni, credendo che forse conosca gli Invizimals. All'improvviso Keni riceve un segnale fuori dalla residenza: si tratta di un altro Invizimal d'acciaio, Vortex; il giocatore, con l'Invizimal più forte che ha, riesce a sconfiggerlo. Keni si mette in contatto con Jazmin, Hiro e Dawson per chiarire l'origine degli Invizimals d'acciaio, ma nessuno di loro sa niente, neanche Dawson che nei suoi appunti di ricerca non ha trovato alcuna traccia di loro. Tutto ciò fa ricondurre a Black, in quanto ogni volta che l'Alleanza costruisce un avamposto per gli Invizimals, la Xtractor Industries compare nei paraggi: è chiaro che Black conosca gli Invizimals, ma su come sia riuscito a scoprirli rimane un mistero (Dawson ipotizza che potrebbe essere opera del loro vecchio nemico Sebastian Campbell, che voleva utilizzare gli Invizimals per i propri scopi di dominio). Per cercare di capire cosa sono davvero gli Invizimals d'acciaio, Dawson suggerisce di costruire un centro di ricerca.
Proprio in quel momento, Keni riesce a trovare un altro Invizimal d'acciaio, Trucktor, che sta per attaccare una città. Sconfitto il nemico Jazmin scopre che gli Invizimals d'acciaio non son altro che robot fabbricati dalla Xtractor Industries. In quel momento arriva Black con i suoi due scagnozzi che la prendono in ostaggio. Black cerca di convincere Jazmin a passare dalla sua parte, in quanto utilizzerà l'energia degli Invizimals per risolvere i problemi del mondo: ma Jazmin capisce che Black la vuole solo per se stesso, incurante delle conseguenze che si verificheranno nel mondo degli Invizimals. A questo punto, Black ordina a Oswald di attaccare con gli Xtractor il quartier generale dell'Alleanza; Jazmin ne approfitta per scappare e allertare subito Keni. La battaglia che ne segue contro i robot mette completamente a soqquadro tutto il quartier generale, ma alla fine il giocatore riesce a sconfiggerli insieme al loro capitano, T-Bone. Keni è demoralizzato vedendo anni di ricerca distrutti, ma viene confortato da Dawson che lo incita a reagire.
Per poter tenere testa agli Xtractor devono avere bisogno di un Invizimal potente: lo trovano in Überjackal dopo averlo sconfitto in un torneo nell'arena. Tuttavia sono ancora troppo impreparati per affrontare direttamente gli Xtractor; Keni prende così la decisione di negoziare con i Dark Invizimals, ovvero la tribù delle forme oscure degli Invizimals, benché Dawson non lo approvi - in passato, infatti, era stato posseduto da uno di questi feroci Invizimals agli ordini di Campbell, e da allora li studia solo per trovare un modo di tenerli a bada. Überjackal afferma che l'unico Invizimal che può portarli nelle Terre Oscure è Coralee. Grazie alla mappa che l'Invizimal crea, Hiro si addentra nel covo dei Dark Invizimals, ma viene subito catturato.
Fortunatamente riesce a convincere i Dark a non mangiarlo in cambio di una "zuppa di energia oscura". Una volta preparata e soddisfatti, i Dark Invizimals inviano al quartier generale dell'Alleanza Dark Xiong Mao: l'invizimal dice a Keni che collaboreranno (in quanto il mondo degli Invizimals è anche il loro) e che alla fine ritorneranno neutrali; informa anche che per attirare gli Xtractor nel punto stabilito dovranno costruire una Torre della Luce Eterna trovando delle schegge di luce, le stesse che fanno funzionare il Portale d'Ombra. Completata, la Torre attira gli Xtractor e gli Invizimals che cominciano a combattere; lo stesso Black scende in campo con un gigantesco Invizimals d'acciaio: Archanoid. Riescono a sconfiggerlo, ma al secondo round Black rivela il suo asso nella manica: trasforma Archanoid nel Drago d'acciaio, e dopo un duro combattimento, alla fine, viene sconfitto e si ritira. Con la battaglia vinta dagli Invizimals tutto ritorna alla normalità. Keni, Jazmin e Hiro ringraziano il giocatore per averli aiutati.
Nel finale Max Black viene punito da un misterioso individuo per aver fallito miseramente la sua missione ad opera dell'Alleanza.

## Modalità di gioco
Il gioco utilizza gli stessi comandi di cattura e di combattimento degli altri episodi per PSP, con sfide molto più elaborate per catturare gli Invizimals grazie alle Playcard RA e combattimenti in terza persona in cui si potrà anche muovere l'Invizimal. Durante la storia, inoltre, si potranno costruire diversi edifici, come l'HoZtel (l'equivalente del catalogo Invizimal), il centro di ricerca e il mercato.

## Personaggi

### Alleanza
- Kenichi (Keni) Nakamura: il capo dell'Alleanza e primo umano a entrare in contatto diretto con gli Invizimals, grazie ai quali potrà usare la loro energia a fin di bene.
- Hiro Tanaka: è un cacciatore di Invizimals e membro dell'Alleanza, scelto da Keni per avventurarsi nel mondo degli Invizimals.
- Jazmin Nayar: vecchia amica di Keni ed esperta cacciatrice di Invizimals, aiuterà l'Alleanza a fermare i malvagi Xtractor.
- Bob Dawson: il professor Dawson è ritornato in azione come membro dell'Alleanza. Ha aiutato Keni a comprendere il comportamento degli Invizimals ed è un vero pozzo di conoscenza; non è particolarmente fiducioso, però, nei confronti dei Dark Invizimals.

### Invizimals
- Überjackal: è l'Invizimal adorato dagli antichi egizi, dotato di incredibili poteri magici. Combatterà al fianco dell'Alleanza contro gli Xtractor.
- Dark Xiong Mao: è la controparte oscura di Xiong Mao, mandato come ambasciatore per i Dark Invizimals. È un potente sciamano con due facce, una sulla testa mentre l'altra sulla pancia, che parlano contemporaneamente.

### Xtractor
- Max Black: è un uomo che è al comando dell'organizzazione conosciuta come Xtractor Industries. Vedendo cosa può fare l'energia degli Invizimals ha creato un esercito di robot, gli Xtractors, allo scopo di rubarla tutta per i propri profitti. Ha sempre al suo fianco due suoi scagnozzi. Nella battaglia finale utilizzerà l'Invizimal d'acciaio Archanoid, che poi diventerà il Drago d'acciaio.
- Scuttle: Invizimal d'acciaio dalle sembianze di un ragno meccanico, efficace nel rilevare fonti di energia.
- Barkbot: Invizimal d'acciaio dalle sembianze di un cane meccanico. Grazie alla sua velocità e agilità è un ottimo esploratore e può attaccare grazie alla mandibola in lega di titanio.
- Skully: Invizimal d'acciaio dalle sembianze di un pesce meccanico, che può spostarsi velocemente sott'acqua e attaccare con una robusta mandibola.
- Trucktor: Invizimal d'acciaio dalle sembianze umanoidi, è l'unità di base dell'esercito Xtractor. È dotato di un corpo metallico, solido e versatile.
- Vortex: grosso Invizimals d'acciaio dalle sembianze umanoidi. È molto più grande del Trucktor e presenta un corpo corazzato con sulla pancia un'elica a reazione.
- T-Bone: Invizimal d'acciaio dalle sembianze di un T-rex meccanico. Oltre alla pericolosa mandibola in titanio è dotato di un cannone laser posto sulla schiena.
- Mecha Pyton: gigantesco Invizimals d'acciaio dalle sembianze di un serpente meccanico dal corpo a vagoni che può sparare dei missili ed è dotato di un veleno mortale. Ogni volta che viene sconfitto un suo pezzo, il successivo si anima riprendendo lo scontro.
- Archanoid: gigantesco Invizimal d'acciaio dalle sembianze di un ragno meccanico, dotato di quattro occhi verdi e vari missili e laser.
- Drago d'acciaio Invizimal d'acciaio dalle sembianze di un drago meccanico, dotato di un vasto arsenale di armi. È l'evoluzione programmata da Black ad Archanoid.